# Ludwig Bäte

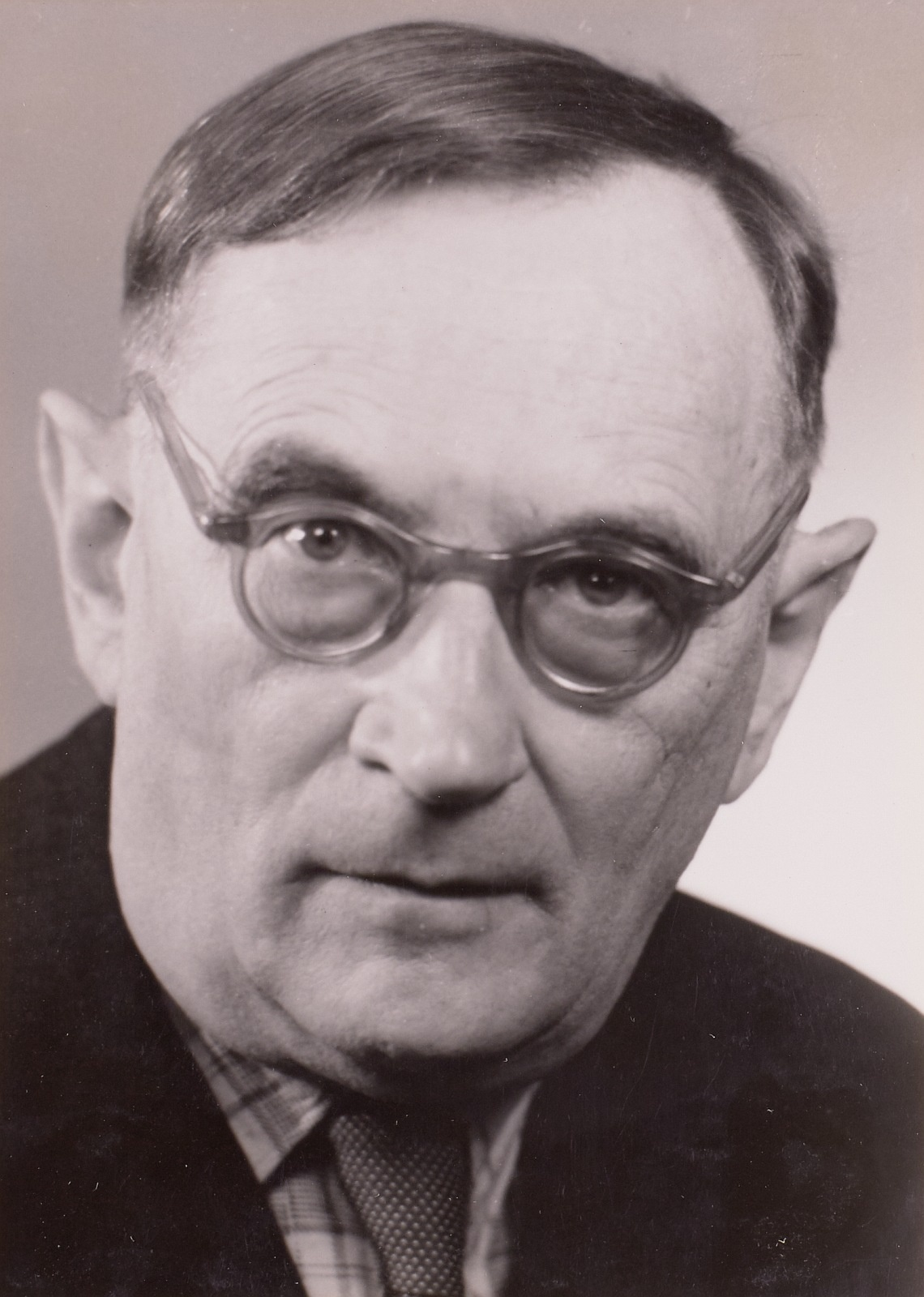
Ludwig Bäte, 1956

Ludwig Bäte (* 22. Juni 1892 in Osnabrück; † 30. April 1977 ebenda) war ein deutscher Lehrer, Schriftsteller, Lyriker, Kulturhistoriker und Übersetzer.
In seiner Heimatstadt begründete er den Brauch des Steckenpferdreitens zur Erinnerung an den Westfälischen Frieden von 1648.

## Leben

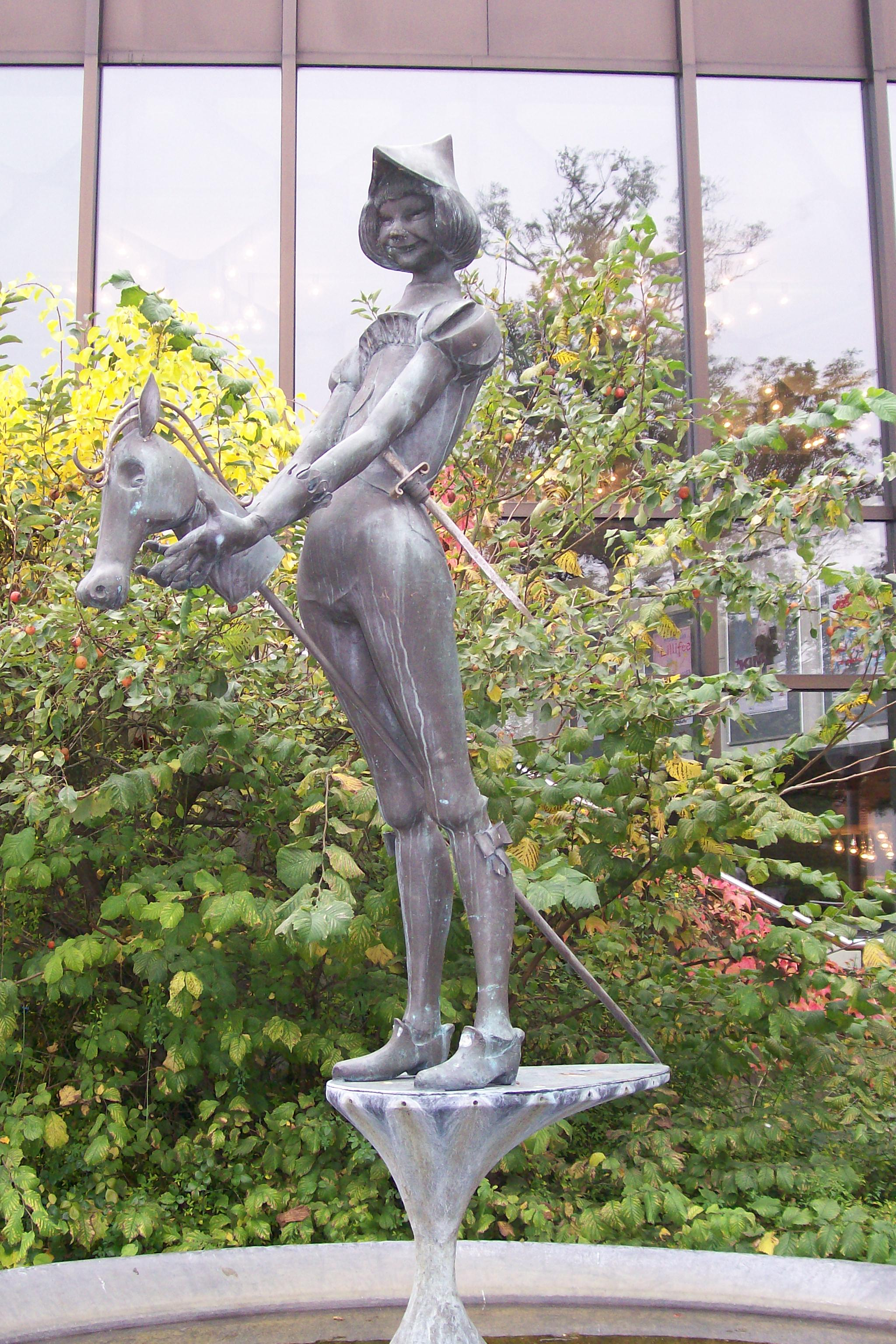
In Osnabrück setzt die Steckenpferdreiterplastik dem von Bäte ins Leben gerufenen Brauch ein Denkmal

Ludwig Bäte war der Sohn eines Osnabrücker Handwerkers und hatte zwei jüngere Brüder. Nach dem Besuch der evangelischen Bürgerschule in Osnabrück und der Präparandenanstalt besuchte er von 1909 bis 1912 das Königlich Preußische Lehrerseminar. Bis 1915 unterrichtete er an der Volksschule in Riemsloh und in Hoyel (heute Stadt Melle). Im selben Jahr wurde er Mittelschullehrer an der Höheren Stadtschule in Melle, in der er bis 1928 lehrte. In seiner Zeit als Lehrer in Melle lernte er auch seine Kollegin Dorothea Albers (1893–1944) kennen, die er 1919 heiratete. Die Söhne aus dieser Verbindung wurden 1921 und 1928 geboren.
Eine Kindheitsfreundschaft verband Ludwig Bäte mit dem ebenfalls in Osnabrück geborenen Schriftsteller Erich Maria Remarque. Aus dieser Freundschaft sind einige Briefe erhalten sowie eine von Remarque 1918 komponierte Vertonung des Gedichtes "In der Frühe" von Bäte. Seit 1920 war Ludwig Bäte mit der Schriftstellerin Gertrud Storm (1865-1936), der in Varel (Friesland), später in Husum-Rödemis lebenden Tochter des Dichters Theodor Storm, eng befreundet.
Von 1928 bis 1945 wirkte Bäte als Lehrer an der Möser-Mittelschule in Osnabrück. Zum Militärdienst wurde er wegen starker Kurzsichtigkeit nicht eingezogen. Seine Rolle während der Zeit des Nationalsozialismus ist diffus. Bis 1945 gehörte er verschiedenen Organisationen des NS-Regimes an, unter anderen der Nationalsozialistischen Volkswohlfahrt, dem NS-Lehrerbund, dem KDF und dem Reichskolonialbund. Nach irrtümlichen Angaben des Killy-Literaturlexikons war ihm während des Zweiten Weltkriegs wegen seines humanistischen Engagements das Publizieren verboten worden. Tatsächlich veröffentlichte er weiter, z. B. in: „Die Brücke von der Heimat zur Front“ Feldpostbrief der NSDAP., Kreis Osnabrück-Stadt Folge 5, Mai 1940 Seite 2 „Eine Geburtstagsgabe für den Führer“  ... Verse von Ludwig Bäte: „Dem Führer. Was eine alte Stadt in großer Zeit gegeben“ ... usw. „Wir stehn wie unsere Wälle um Dein Wirken, und Opfer ist des Lebens tiefster Sinn“. Der Literaturwissenschaftler Gero von Wilpert nennt für die Zeit zwischen 1933 und 1945 28 selbständige Buchveröffentlichungen. Ludwig Bätes zahlreiche biografische Veröffentlichungen orientieren sich bewusst weniger an Standards wissenschaftlicher Biografik, sondern verwenden literarisch-dichterische Darstellungsweisen und stießen dadurch in der Forschung auf Vorbehalte. So sei zum Beispiel seine 1961 erschienene Biografie  Justus Möser. Advocatus patriae,  „wegen seines [Bätes] weitschweifigen Stils und eines fatalen Hangs zur Digression von der Forschung nicht akzeptiert worden“.
1943 wurde auf seine Veranlassung der historische Friedenssaal des Osnabrücker Rathauses geräumt, in dem 1648 der Osnabrücker Friedensvertrag zur Beendigung des Dreißigjährigen Kriegs geschlossen worden war. Dadurch wurde das Inventar gerettet, als das Rathaus am 13. September 1944 durch Bombardement ausbrannte.
Im Mai 1945 beauftragte der britische Militärgouverneur Bäte mit der Einrichtung eines Kulturamts für die Stadt. Am 1. Januar 1946 wurde er zu dessen Leiter ernannt. Im August 1946 wurde er nach Denunziation in Untersuchungshaft genommen, am 14. August ordnete die Militärregierung seine Freilassung an. Der Hauptentnazifizierungsausschuss sprach ihn am 5. September 1946 frei. Am 11. November 1946 trat er sein Amt wieder an und wurde 1947 zum Stadtarchivar ernannt. Dieses Amt hatte er bis 30. September 1949 inne. Zu dieser Zeit lernte er auch den niederländischen Schriftsteller Ben van Eysselsteijn kennen, beide hatten während des Krieges in der Deutschen Zeitung in den Niederlanden (DZN) publiziert (in Eysselsteijns Fall zunächst unfreiwillig, da sich die DZN einfach an dessen Werk bediente), sich laut letzterem jedoch damals noch nicht gekannt. Bäte und Eysselsteijn übersetzten jeweils Werke des anderen in ihre Sprache, zudem widmete Eysselsteijn Bäte unter dem Namen Für Ludwig Bäte einige Gedichte, Bäte wiederum Eysselsteijn seinen Gedichtband Alles ist Wiederkehr.
1947 heiratete Bäte in zweiter Ehe Hildegard Roseeu (1915–2006). Das Paar hatte eine 1950 geborene Tochter.
1948 wurde zur 300-Jahr-Feier des Westfälischen Friedens in Osnabrück das erste Steckenpferdreiten veranstaltet. Es beruht auf einer Legende aus Nürnberg, wurde von den emsländischen Dichterinnen Clara und Emmy von Dincklage in ihrem Buch Geschichten für die Jugend von 1875 jedoch nach Osnabrück verlegt. 1953 wurde auf Veranlassung Bätes erneut ein Steckenpferdreiten veranstaltet. Seither findet das Steckenpferdreiten in der Friedensstadt Osnabrück in jedem Jahr im Oktober statt.
1953 gründete Bäte die 1933 von der Reichsschrifttumskammer aufgelöste Schriftstellervereinigung Die Kogge, der er angehört hatte, zusammen mit dem westfälischen Schriftsteller Josef Winckler neu. 1954 war Ludwig Bäte neben Otto Riedel, einem Vertreter der Bekennenden Kirche in Sachsen, und dem Schriftsteller und Reformpädagogen Leo Weismantel Mitinitiator des in Zwickau gegründeten, nur wenige Jahre bestehenden Wartburgkreises deutscher Dichter. In dem Gesprächsforum engagierten sich Schriftsteller aus Ost- und Westdeutschland. An dem Gründungstreffen im Juli 1954 auf der historischen Wartburg nahmen unter dem Motto „Vom Brückenschlag des Wortes“ mehr als 100 Schriftsteller teil, darunter neben den Initiatoren Bäte, Weismantel und Riedel bekannte Autorinnen und Autoren wie Kurt Barthel („KuBa“), Wieland Herzfelde, Alfred Kurella und Anna Seghers. Auf Einladung von Kirchen, Universitäten und literarischen Gesellschaften hielt Bäte in 30 Städten der DDR über 150 Lese- und Vortragsabende. Mit einer Reihe von Kulturschaffenden gründete Ludwig Bäte 1957 den Arbeitskreis Bertolt Brecht („ABB“), dessen Anliegen es war, durch Publikationen, Inszenierungen und Vorträge einen Beitrag zu einer verstärkten Wahrnehmung des Werkes von Brecht zu leisten. Zu den Mitbegründern des „ABB“ zählten neben Bäte bedeutende Persönlichkeiten des kulturellen Lebens, vor allem der BRD, aber auch der DDR, darunter der Regisseur Erich Engel, der Schriftsteller und Theaterkritiker André Müller, der Regisseur und Theaterintendant Erwin Piscator, der Schauspieler und Regisseur Hans Schweikart, der Theaterwissenschaftler Ernst Schumacher sowie der Schriftsteller und Widerstandskämpfer Günther Weisenborn.
Von 1950 bis 1955 war Bäte wieder als Lehrer tätig. Bis zu seinem Eintritt in den Ruhestand unterrichtete er an der Wittekind-Realschule in Osnabrück.
Ludwig Bäte korrespondierte mit zahlreichen Kulturschaffenden und Wissenschaftlern seiner Zeit, darunter u. a. Josef Bergenthal, Karl Brandi, Kasimir Edschmid, Hans Franck, Albrecht Goes, Julius Hart, Gerhart Hauptmann, Werner Heisenberg, Hermann Kasack, Erich Kästner, Karl Ernst Knodt, Edwin Redslob, Hans Rheinfelder, Johannes Schlaf, Reinhold Schneider, Rudolf Alexander Schröder, Karl Schulte Kemminghausen, Gertrud Storm und Margarete Windthorst.
Ludwig Bäte starb am 30. April 1977 im Alter von 84 Jahren und wurde auf dem Heger Friedhof in Osnabrück beigesetzt.
Die Stadt- und Landesbibliothek Dortmund zeigte wenige Wochen nach Bätes Tod eine Ausstellung, die am 21. Juni 1977 begann und seinem 85. Geburtstag hätte gewidmet sein sollen. Die Ausstellung wurde 1978 in Münster und später in Osnabrück gezeigt.

## Auszeichnungen und Ehrungen
- 1944 Justus-Möser-Medaille der Stadt Osnabrück
- 1954 Kogge-Ehrenring
- 1954 Dichterpreis der Stadt Minden
- 1979 Die Stadt Osnabrück benannte 1979 die Ludwig-Straße in Ludwig-Bäte-Straße um

## Werke (Auswahl)
- Weisen im Walkranz, Hannover 1915
- Aus Theodor Storms Lebensgarten, Rothenfelde 1921, Titelseite.Sommerfahrten. Gedichte, 1916

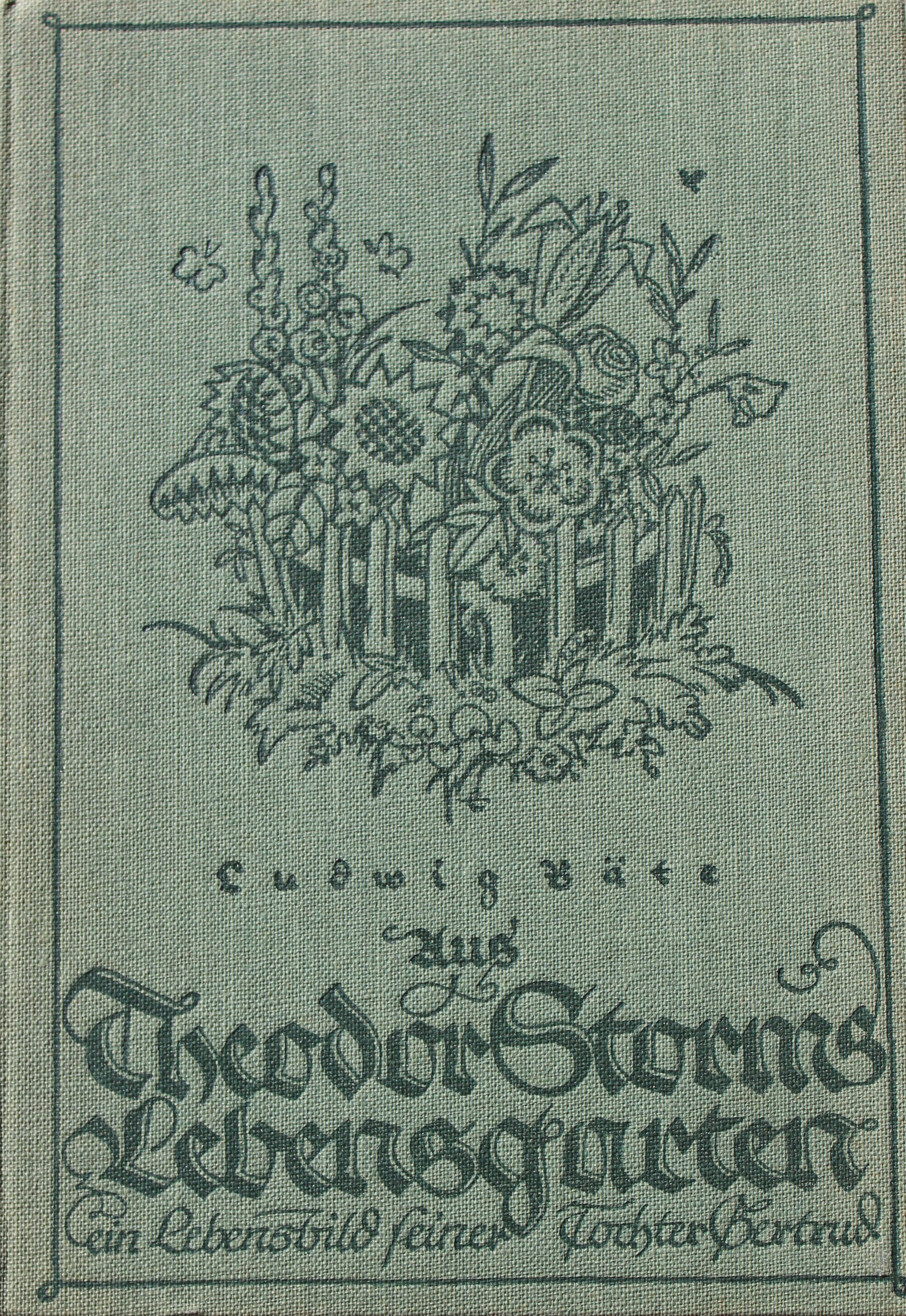
Aus Theodor Storms Lebensgarten, Rothenfelde 1921, Titelseite.

- Feldeinsamkeit. Gedichte aus Niedersachsen, 1917
- Mondschein und Giebeldächer, 1919
- Friedrich Leopold von Stolberg (Sondermühlen), 1919
- Die Reise nach Göttingen. Eine Geschichte, 1922
- Die Amsel. Gedichte, 1922
- Das ewige Vaterland. Geschichten und Bilder, 1922
- Im alten Zimmer. Geschichten, 1923
- Mond über Nippenburg. Ein deutscher Idyllenkranz, 1924[11]
- Wittekindsland. Ein Buch der Heimat, 1924
- Aus goldnen Gassen. Geschichten um deutsche Dichter, 1925
- Weg durch Wiesen. Neue Gedichte, 1926
- Jenny von Voigts. Eine vergessene Freundin Goethes, 1926
- Johannes Schlaf. Eine Rede, 1927
- Verschollenes Schicksal. Geschichten aus dem Harz, 1927
- Tilman Riemenschneider. Novelle, 1928
- Verklungene Stunden. Geschichten und Gedichte, 1928
- Krippenspiel, Hörspiel für Kinder, gesendet am 24.12.1929 im Programm der Deutschen Welle (Livesendung ohne Aufzeichnung)
- Lied nach Süden. Neue Gedichte, 1931
- Der Friede. Roman, 1934
- Worpswede. Gedichte, 1934
- Herz in Holland, 1936
- Der Schoner „Johanna“. Roman, 1936
- Annette am Bodensee, 1937
- Die Blume von Isenheim und andere Novellen, 1937
- Bühne im Morgenrot. Roman des Schauspielers Conrad Ekhof, 1938
- Der Saal des Westfälischen Friedens zu Osnabrück, 1938
- Chronik der Stadt Osnabrück, 1938
- Das schöne Münster, 1938
- Das ehrenreiche Soest, 1938
- Fenster nach Norden. Ein Geschichtenbuch, 1939
- Münchhausen und Eulenspiegel. Niederdeutscher Humor, 1940
- Osnabrück und der Westfälische Friede, 1940
- Herman Anders Krüger. Bild eines Dichters, 1941
- Eine Frau besiegt den Ozean, 1941
- Legende von den vier Frauen, 1944
- Schwegerhoff. Erzählung, 1944
- Niederdeutsche Anekdoten, 1945 (hochdeutsch)
- Der Weg zu ihr. Ein Leben, 1946
- Der trunkene Tod. Eine Grabbe-Novelle, 1947
- Begegnungen. Erinnerungen aus meinem Leben, 1947
- Johanneslegende, 1947
- Amore pacis. Dichtung um den Westfälischen Frieden, 1948
- Der Friedensreiter. Erzählung, 1948
- Johann Gottfried Herder. Der Weg, das Werk, die Zeit, 1948
- Der Morgenstern. Gedichte, 1948
- Johann Carl Bertram Stüve, 1948
- Tilman Riemenschneider kehrt heim. Erzählung, 1948
- Herrn Lichtenbergs Irrtum. Eine Erzählung aus dem Rokoko, 1950
- Alles ist Wiederkehr. Gedichte, 1952
- Meisenheimer Novelle, 1953
- Der Kurier der Königin. Erzählung, 1955
- Rosen nach Lidice. Erzählung, 1956
- Weimar. Antlitz einer Stadt, 1956
- Flechte enger den Ring. Gedichte, 1957
- Weimarer Elegie. Gedichte, 1961
- Justus Möser. Advocatus patriae, 1961
- Gustav Adolfs Sohn. Bildnis eines Unbekannten, 1962
- Franz Hecker. Maler und Graphiker, 1963
- Goethe und die Osnabrücker. Mit unbekannten Bild- u. Handschriftenwiedergaben, 1970

### Übersetzungen
- Noto Soeroto: Göttliches Schattenspiel. Wayang-Lieder, 1948
- Ben van Eysselsteijn: Posaunen um Jericho, 1949
- Auguste Rodin: Vermächtnis, 1953

### Herausgebertätigkeit
- Bei uns im Winter, 1919
- Das Buch der deutschen Kleinstadt (gemeinsam mit Kurt Meyer-Rotermund), 1920
- Aus Theodor Storms Lebensgarten. Ein Bild seiner Tochter Gertrud, 1921
- Der Mond ist aufgegangen. Deutsche Abendlieder, 1921
- Rast im Teutoburger Walde. Eine Sommergabe deutscher Dichter, 1921
- Das Johannes Schlaf-Buch. Zu seinem 60. Geburtstag (mit Kurt Meyer-Rotermund u. Rudolf Borch), 1922
- Das Nachtwächterbüchlein (mit Kurt Meyer-Rotermund), 1923
- Vossische Hausidylle. Briefe von Ernestine Voß an Heinrich Christian und Sara Boie (1794-1820), 1925
- Kranz um Jean Paul. Heidelberger Festtage in ungedruckten Briefen von Heinrich Voß (1817-1820), 1925
- Johannes Schlaf. Leben und Werk (mit Kurt Meyer-Rotermund), 1933
- Der goldene Wagen. Ein Buch zum Vorlesen, 1940
- Heimat am Meer, 3 Bände (in Kassette) mit Novellen von Theodor Storm, hrsg. und mit Nachworten von Ludwig Bäte, 1946
- Des Knaben Wunderhorn, Volksliedtexte, gesammelt von Achim von Arnim und Clemens Brentano, Auswahl von Ludwig Bäte, 1947
- Der Friede in Osnabrück 1648. Beiträge zu seiner Geschichte, 1948
- Johann Gottfried Herder. Eine Auswahl aus seinen Werken, 1956
- Die Akte Johannes Schlaf, 1967